# Hauts-de-France Mobilités
Hauts-de-France Mobilités, appelé SMIRT jusqu'en 2018, est le nom public du Syndicat mixte intermodal régional de transports, est l'autorité organisatrice des transports de la région Hauts-de-France. Il met notamment en œuvre la carte de transport Pass Pass.

## Historique

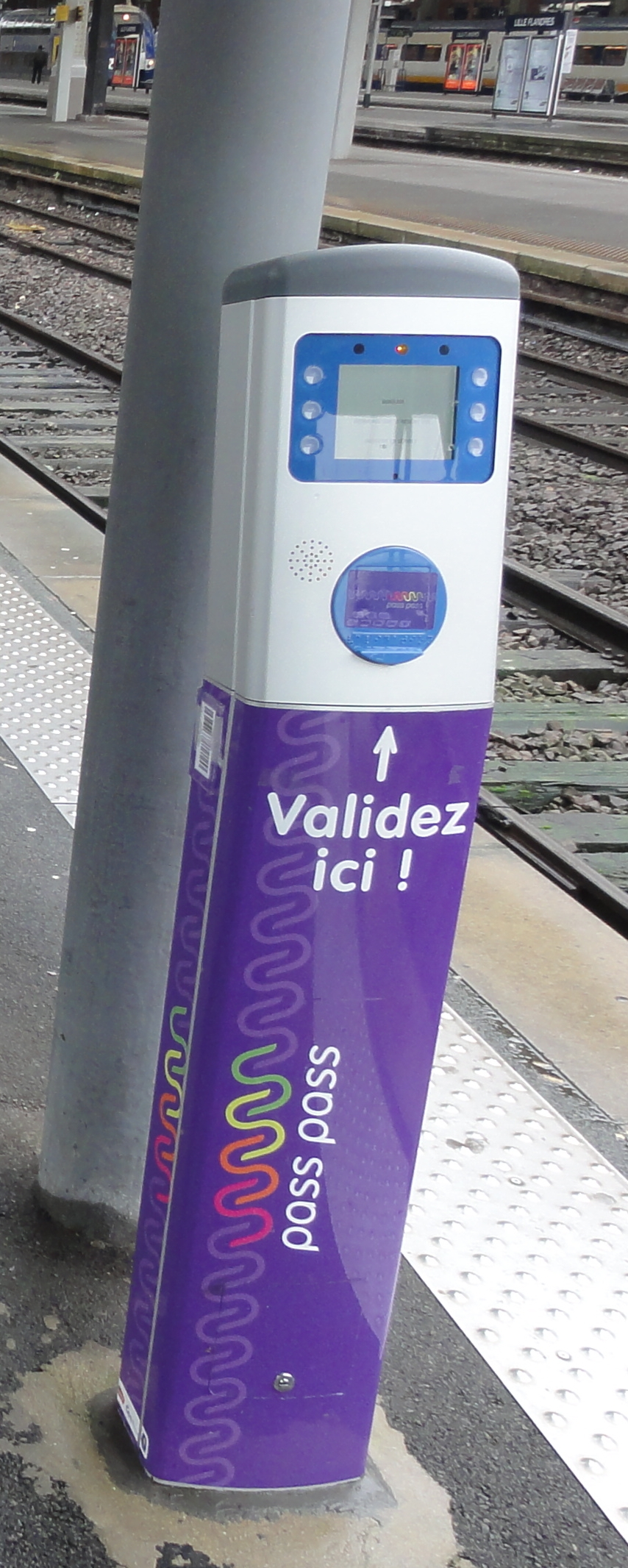
Une borne Pass Pass en gare de Lille-Flandres.

En décembre 2009, le Syndicat Mixte Intermodal Régional de Transports est créé à l’initiative de la région Nord-Pas de Calais. Syndicat de type « SRU », il regroupait alors les autorités organisatrices de la mobilité de la région Nord-Pas de Calais,.
En juin 2011, les abonnés des TER Nord-Pas-de-Calais et de Tadao sont les premiers réseaux de la SMIRT à se servir de la carte Pass Pass.
En 2015, les quatorze réseaux de transports en commun regroupés dans le SMIRT adhèrent au dispositif. La carte peut être utilisée pour de nombreux types de mobilité : transport express régional, métro, tramway, autobus, vélos en libre service, navette fluviale...
En mars 2018, le SMIRT devient Hauts-de-France Mobilités.